# كوبا أمريكا تحت 20 سنة 2003
كوبا أمريكا تحت 20 سنة 2003 (بالإسبانية: Campeonato Sudamericano Sub-20 de 2003)‏ هو الموسم 20 من كوبا أمريكا تحت 20 سنة. أشرف على تنظيمه كونميبول، وكان عدد الأندية المشاركة فيه 10، وفاز فيه منتخب الأرجنتين تحت 20 سنة لكرة القدم.